# Българска изследователска и образователна мрежа
Българската изследователска и образователна мрежа (БИОМ) е организация с нестопанска цел, национална изследователска и образователна мрежа на България, която осигурява достъп на университети и научни организации до европейски и световни изследователски мрежи, чрез високоскоростна информационна инфраструктура. БИОМ е наследник на мрежите и организациите УНИКОМ-Б, НОНИМ (Национална образователна и научноизследователска мрежа), ФТИО (Фондация „Технологии на информационното общество“), обединяващ между които остава домейна acad.bg.

## Дейности
- стимулиране развитието и организиране представянето и практическо приложение на авангардни компютърни и информационни технологии и мултимедийни информационни услуги
- осигуряване достъп на представителите на научната, изследователска и културна общност до европейски и световни комуникационни и информационни ресурси и мрежи
- организиране и провеждане на образователни курсове, семинари и обучение, включително и дистанционно сред научната и изследователска общност
- издаване на печатни бюлетини и други информационни материали за популяризиране на дейността на сдружението
- обучение в областта на използване на информационните и комуникационни технологии
- всички незабранени със закон дейности, свързани с развитието на информационните и комуникационните технологии